# Boophis opisthodon
Espèce
Synonymes
- Rhacophorus opisthodon Boulenger, 1888

Statut de conservation UICN

 LC  : Préoccupation mineure
Boophis opisthodon est une espèce d'amphibiens de la famille des Mantellidae.

## Répartition
Cette espèce est endémique de Madagascar. Elle se rencontre du niveau de la mer jusqu'à 550 m d'altitude dans l'Est et le Sud-Est de l'île, de la péninsule de Masoala jusqu'à Tôlanaro,.

## Description
Boophis opisthodon mesure de 52 à 57 mm pour les mâles et jusqu'à 85 mm pour les femelles. Son dos est uniformément brun clair. Son ventre est crème. Les mâles présentent un seul sac vocal.

## Publication originale
- Boulenger, 1888 : Descriptions of new Reptiles and Batrachians from Madagascar. Annals and Magazine of Natural History, sér. 6, vol. 1, no 6, p. 101-107 (texte intégral).